# El juego del laberinto
El juego del laberinto es una novela juvenil del escritor argentino Pablo De Santis, originalmente publicada por Alfaguara en 2011. Es la continuación de su novela El inventor de juegos (2003), y a la vez, le sigue El juego de la nieve (2016).

## Argumento y estructura
Esta novela continúa las aventuras del protagonista, el adolescente Iván Dragó. En la ciudad de Zyl, donde vive con su abuelo Nicolás Dragó, llega un jardinero llamado Mano Verde, que hace crecer unas plantas que dañan la ciudad de los juegos. También contienen una invitación para Iván, hecha por Madame Aracné, para que vaya al Concurso Mundial de Laberintos, ubicado en la Capital. Iván debe atravesar un laberinto urbano y así salvar a Zyl. En sus peripecias lo acompaña Anunciación, una niña que había aparecido en El inventor de juegos, y también sus amigos Lagos y Ríos lo ayudan.
La novela se divide en tres partes: «Perdidos en el bosque», «Perdidos en la ciudad» y «Perdidos en la noche». La narración es lineal, pero alterna entre lo que sucede en Zyl y lo que les ocurre a Iván y Anunciación en la ciudad.
Sobre los temas de la novela, su autor declaró que en El inventor de juegos «estaba muy marcada la soledad del héroe, entonces en la segunda parte, El juego del laberinto, lo hice un poco mas acompañado».

## Recepción
Por esta novela, De Santis ganó el Premio Nacional de Cultura en 2012, en la categoría de literatura infantil. En general tuvo una buena recepción crítica; el diario El Litoral mencionó que en esta obra existen influencias del autor Jorge Luis Borges por su temática relacionada con los laberintos.